# Unitkak (cràter)
Unitkak és un cràter d'impacte en el planeta Venus de 8 km de diàmetre. Porta el nom d'un antropònim esquimal, i el seu nom va ser aprovat per la Unió Astronòmica Internacional el 1997.